# Artelida scutellaris
Artelida scutellaris är en skalbaggsart som beskrevs av Leon Fairmaire 1896. Artelida scutellaris ingår i släktet Artelida och familjen långhorningar.
Artens utbredningsområde är Madagaskar. Inga underarter finns listade.